# 楽園 (堀江由衣のアルバム)
『楽園』（らくえん）は、2004年4月28日にリリースされた堀江由衣の4作目のオリジナルアルバム（スタジオ録音アルバム）。

## 解説
- タイトルの「楽園」は堀江本人が何故そう言うタイトルにしたか忘れてしまっている。
- 春にリリースされた為、ジャケット及び初回限定で付いた写真集は春を連想させるものが多い。
- アルバム発売と同日に初のPV集「CLIP1」が発売されている。
- 楽曲提供には岡崎律子、松浦有希、林原めぐみ（MEGUMI名義）、angela等スターチャイルドではお馴染みの作家陣が参加している（なおこのアルバムがリリースされた1週間後に岡崎は病気で他界している）。
- 2曲目「A Girl in Love」はもともと岡崎律子が歌った曲であり、TVサイズのバージョンしか存在していなかったが、堀江がカバーした際に気に入ったため、岡崎に依頼してフルバージョンが制作されることになったものである。
- 6曲目「恋ごころ」は林原めぐみが初めて他の歌手に歌詞を提供した曲である。
- 公式アナウンスはないが、全曲HDCD仕様となっており、対応機器により高音質で再生できる。
- 8曲目「on my way」はangelaがアルバム「I/O」にてセルフカバーしている（タイトルは「on my way〜reborn〜」）。

## 収録曲
| #         | タイトル                | 作詞                 | 作曲          | 編曲                                                    | 時間  |
| --------- | ----------------------- | -------------------- | ------------- | ------------------------------------------------------- | ----- |
| 1.        | 「クローバー」          | 岡崎律子             | 岡崎律子      | 村山達哉・磯江俊道 コーラス・コーラスアレンジ：岡崎律子 | 2:21  |
| 2.        | 「A Girl in Love」      | 岡崎律子             | 岡崎律子      | 村山達哉・磯江俊道 コーラス・コーラスアレンジ：岡崎律子 | 3:10  |
| 3.        | 「虹色☆サーチ」         | 椎名可憐             | 十川知司      | 十川知司                                                | 4:49  |
| 4.        | 「Baby, I love you!」   | 雲子                 | 雲子          | 山崎燿                                                  | 3:26  |
| 5.        | 「Tutty Fruity」        | 松浦有希             | 松浦有希      | 松浦有希                                                | 4:05  |
| 6.        | 「恋ごころ」            | MEGUMI（林原めぐみ） | Funta         | 村山達哉・磯江俊道                                      | 4:05  |
| 7.        | 「波のまばたき」        | 雲子                 | 雲子          | 山崎燿                                                  | 3:40  |
| 8.        | 「on my way」           | atsuko               | atsuko・KATSU | KATSU                                                   | 4:26  |
| 9.        | 「try again」           | atsuko               | atsuko・KATSU | KATSU                                                   | 5:41  |
| 10.       | 「心晴れて 夜も明けて」 | 岡崎律子             | 岡崎律子      | 増田俊郎                                                | 3:15  |
| 11.       | 「笑顔の連鎖」          | 岡崎律子             | 岡崎律子      | 村山達哉・磯江俊道 コーラス・コーラスアレンジ：岡崎律子 | 3:32  |
| 12.       | 「BE FREE」             | 松浦有希             | 松浦有希      | 松浦有希                                                | 5:32  |
| 13.       | 「Invitation」          | 松浦有希             | 村山達哉      | 磯江俊道                                                | 5:33  |
| 合計時間: | 合計時間:               | 合計時間:            | 合計時間:     | 合計時間:                                               | 53:35 |

## タイアップ
| 曲名                | タイアップ                                                                      |
| ------------------- | ------------------------------------------------------------------------------- |
| A Girl in Love      | DVD『シスター・プリンセスRePure Characters 咲耶』オープニングテーマ             |
| 心晴れて 夜も明けて | テレビ東京テレビアニメ『十兵衛ちゃん2～シベリア柳生の逆襲～』エンディングテーマ |